# Os Últimos Dias de Gilda
Os Últimos Dias de Gilda é uma minissérie brasileira produzida e exibida pelo Canal Brasil entre 20 de novembro a 18 de dezembro de 2020, em 4 capítulos, com direção, criação e roteiro assinados por Gustavo Pizzi e colaboração de Karine Teles.
A série traz uma reflexão sobre a liberdade da mulher por meio da vida de Gilda, interpretada pela atriz Karine Teles, que por seu comportamento livre acaba incomodando os vizinhos. Essa foi a primeira série brasileira a ser selecionada para o Festival de Berlim, na Alemanha.

## Produção
Foi um projeto idealizado por Gustavo Pizzi, que para ele a obra traz uma reflexão sobre a liberdade e aceitação das diferenças. Trata-se de uma adaptação televisa de uma peça de teatro em estilo monólogo, de Rodrigo de Roure e escrita em 2004.
A série possui uma curta duração, apresentando apenas 4 episódios de em média 25 a 30 minutos. Segundo Pizzi, a narrativa, que possui duração de um longa-metragem, foi construída para ter breaks a cada episódio, dando um tom mais televisivo na trama.

## Episódios
| Temporada | Temporada | Episódios | Exibição original      | Exibição original      |
| Temporada | Temporada | Episódios | Estreia da temporada   | Final da temporada     |
| --------- | --------- | --------- | ---------------------- | ---------------------- |
|           | 1.ª       | 4         | 27 de novembro de 2020 | 18 de dezembro de 2020 |

## Exibição
Originalmente, a série foi exibida pelo canal por assinatura Canal Brasil, a partir de sexta-feira, dia 27 de novembro de 2020. A série em dezembro foi adicionada ao catálogo do serviço de streaming Globoplay.

### Exibição no Festival de Berlim
Em 26 de janeiro de 2021, foi anunciado que Os Últimos Dias de Gilda foi uma das seis séries selecionadas para a mostra Berlinare Series, uma das mais prestigiadas do tradicional Festival de Berlim. Esse fato marca uma grande conquista para o audiovisual brasileiro que pela primeira vez na história teve uma série produzida no Brasil selecionada para o festival.

## Sinopse
Gilda (Karine Teles) é uma mulher autônoma e com excelentes dotes culinários. Ela cria porcos e galinhas em seu quintal para o abato e faz receitas que encantam todos ao seu redor. Por ter uma vida independente, ela incomoda a vizinhança, sobretudo Cacilda (Julia Stockler), esposa de Ismael (Igor Campagnaro), a qual é candidata a um cargo público através de um partido ligado a um grupo religioso. Porém, Gilda segue com sua forma de levar a vida, independente, e se recusa a aceitar a opressão e o machismo.

### Episódios
Episódio 1: Andam Dizendo por Aí
Episódio 2: Gilda É Meu Nome
Episódio 3: Ando com Medo Até da Sombra do Avião
Episódio 4: Os Últimos Dias

## Elenco
| Ator/Atriz        | Personagem       |
| ----------------- | ---------------- |
| Karine Teles      | Gilda            |
| Julia Stockler    | Cacilda          |
| Ana Carbatti      | Jandira          |
| Antonio Saboia    | Wallace Cristino |
| Lucas Gouvêa      | Inácio           |
| João Vitor Silva  | Alvinho          |
| Inez Vianna       | Celina           |
| Erom Cordeiro     | Jordão           |
| Higor Campagnaro  | Ismael           |
| Dida Camero       | Mãe Teresa       |
| Bruno Balthazar   | Pastor Isaías    |
| Renato Luciano    | Hiram            |
| Camilo Pellegrini | Cabelo           |

## Repercussão

### Recepção da crítica
Para Marcelo Muller, do site Papo de Cinema, a atuação de Karine Teles é o ponto mais alto da produção: "Karine Teles está excepcional como Gilda. Ela atribui genuinidade ao percurso dramático da personagem, fazendo de si o principal/último estágio da resistência. [...] O grande problema da minissérie é efetivamente a sua curta duração, algo sobressalente não apenas pela correria das partes derradeiras, mas pelo sabor residual de “quero mais” que fica após o encerramento simbolicamente bonito, mas igualmente fruto de uma brusca sororidade ampliada."

## Ficha Técnica
Direção de arteDina Salem Levy
CinematografiaPedro Faerstein
EdiçãoAlice Furtado
FigurinoDiana Leste
MaquiagemGui Messner, Marta Oliveira e Ragnel Vandelli
Assistentes de direçãoLeonardo Teatini e Nataly Batistela
Departamento de arteConstanza de Córdova, Betina Monte-Mór e Raquel Vencovsky
Equipe de somAcácia Lima, Frederico Massine, Gustavo Ruggeri e François Wolf
Produção de elencoLeticia Naveira
ContinuidadeBranca Bastos
Produção de locaçãoMoisés Melo
Equipe de câmeraEduardo Ambrosio, Pablo Markwald e Marcio Nunes
- Fonte: [7]